# Lars Gårding
Lars Gårding   (Hedemora, 7 de març de 1919 - Lund, 7 de juliol de 2014) va ser un matemàtic suec.

## Vida i obra
Tot i haver nascut a Hedemora, Gårding va créixer a Motala, on el seu pare era enginyer a la indústria local. A partir de 1937 va estudiar matemàtiques a la universitat de Lund, en la qual es va doctorar el 1944 amb una tesi dirigida per Marcel Riesz. El curs següent va fer una estança a la universitat de Cambridge. El 1949 es va casar amb la lingüista Eva Gårding (de soltera, Eva Maria Lundius) amb qui van instituir un premi per estudiosos suecs de mèrit, alternant les matemàtiques (els anys senars) i la fonètica (els anys parells).
Gårding va fer tota la seva carrera acadèmica a la universitat de Lund en la qual es va jubilar el 1985. Malgrat això, va ser professor visitant a diferents universitats i, especialment, a l'Institut d'Estudis Avançats de Princeton on va participar en vuit ocasions diferents durant un trimestre. Va morir el 2014, amb 95 anys i vuit anys després de la seva esposa.
Gårding va tenir fama de professor molt exigent, així ho testimonien les seves apreciacions sobre l'obra de Sófia Kovalévskaia o la seva direcció de la tesi doctoral de Lars Hörmander. Però era una persona d'interessos molt diversos com l'art, la literatura o la música; tocava prou bé el violí i el 1987 va publicar un llibre sobre els cants i els sons dels ocells, fruit del seu interès per l'ornitologia.
El seu principal camp de treball va ser l'anàlisi matemàtica, en el qual va fer importants aportacions com la inequació que porta el seu nom. Després de la seva jubilació es va interessar per la història de les matemàtiques, publicant un volum sobre la història de les matemàtiques a Suècia fins al 1950 i altres escrits.